# Tunelik przy Schronisku z Obrazem
Tunelik przy Schronisku z Obrazem, Przechód w Żabim – schron jaskiniowy w lewym zboczu Doliny Kobylańskiej na Wyżynie Olkuskiej będącej częścią Wyżyny Krakowsko-Częstochowskiej. Administracyjnie znajduje się w granicach wsi Kobylany w województwie małopolskim, w powiecie krakowskim, w gminie Zabierzów.

## Opis schroniska
Schronisko znajduje się w skalistym, stromym zboczu między Żabim Koniem a Dziobem Kobylańskim, około 15 m powyżej dna doliny. W niewielkiej odległości po prawej stronie znajduje się Okap z Rurami (bliżej i niżej) oraz Schronisko z Obrazem (dalej, mniej więcej na tej samej wysokości). Prowadzą do nich schodki z metalową poręczą. Do Tuneliku przy Schronisku z Obrazem brak schodków i dojście jest nieco trudne (stromym żlebem, II w skali polskiej). Główny otwór schroniska ma ekspozycję zachodnią.
Od wysokiego otworu o nieregularnym kształcie biegnie zakręcający w prawo korytarzyk, który wysoką szczeliną opada do wysokiego otworu w żlebie. Korytarzyk ma jedno prawe odgałęzienie kończące się szczeliną zbyt ciasną dla człowieka.
Schronisko powstało w wapieniach górnej jury. Nie ma szaty naciekowej, jest suche, w całości oświetlone i poddane wpływom środowiska zewnętrznego. Spąg przykryty zwietrzeliną i okruchami skalnymi. W otworze rozwijają się glony, na spągu obserwowano odchody ssaków.

## Historia poznania
Schronisko znane jest od dawna. Wyryte na ścianie napisy świadczą, że było odwiedzane. Po raz pierwszy opisał je Kazimierz Kowalski w 1951 roku nadając mu nazwę Schronisko Tunelik przy Schronisku z Obrazem. W czerwcu 2003 r. J. Nowak sporządził jego aktualną dokumentację i plan. Pomiary wykonali J. Nowak i J. Ślusarczyk. W 2004 r. J. Nowak wymienił schronisko w wykazie jaskiń pod nazwą Przechód w Żabim, w oficjalnej publikacji jaskiń Polski powrócono jednak do nazwy nadanej przez K. Kowalskiego.

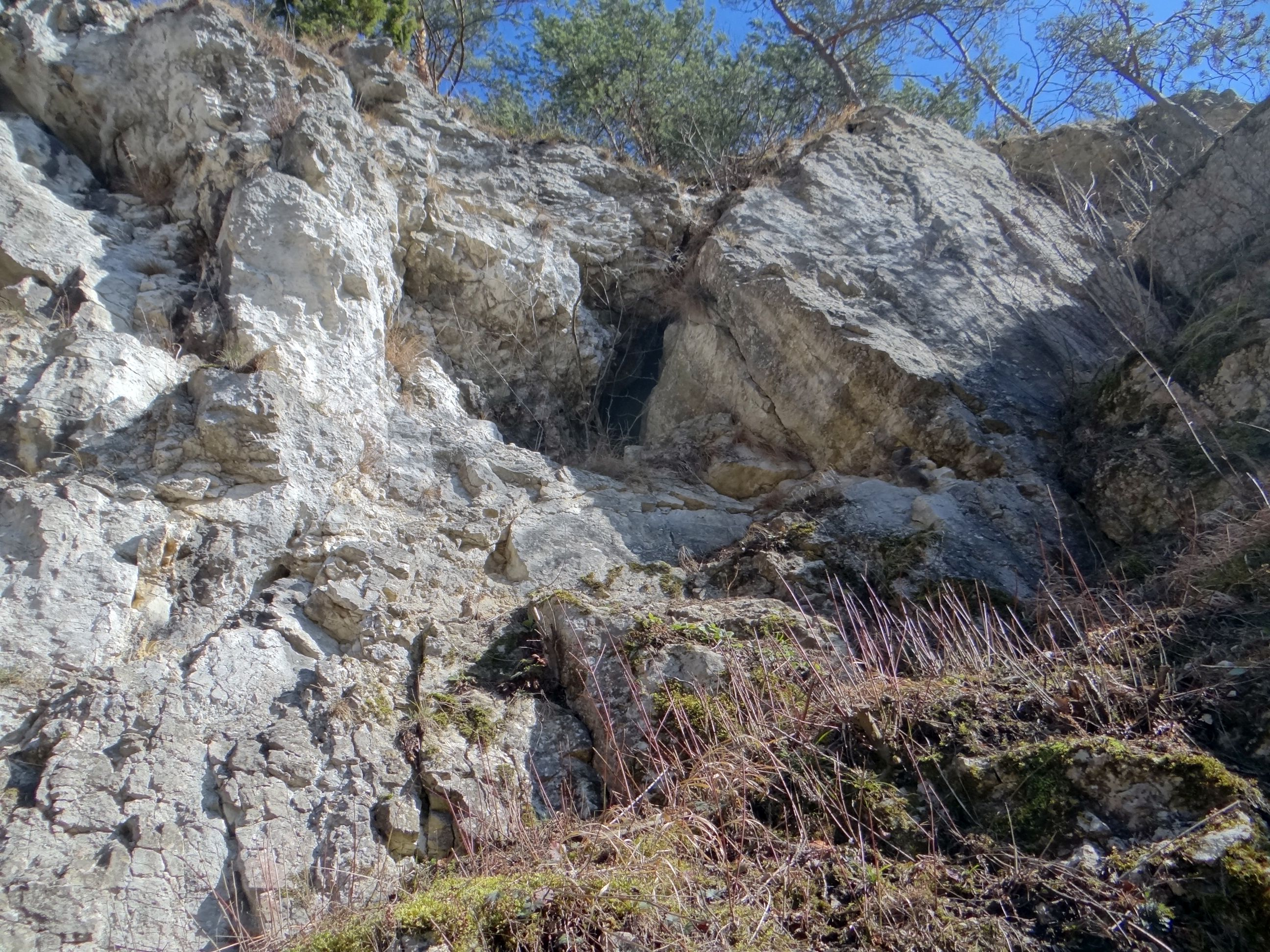
Ścianka z głównym otworem schroniska
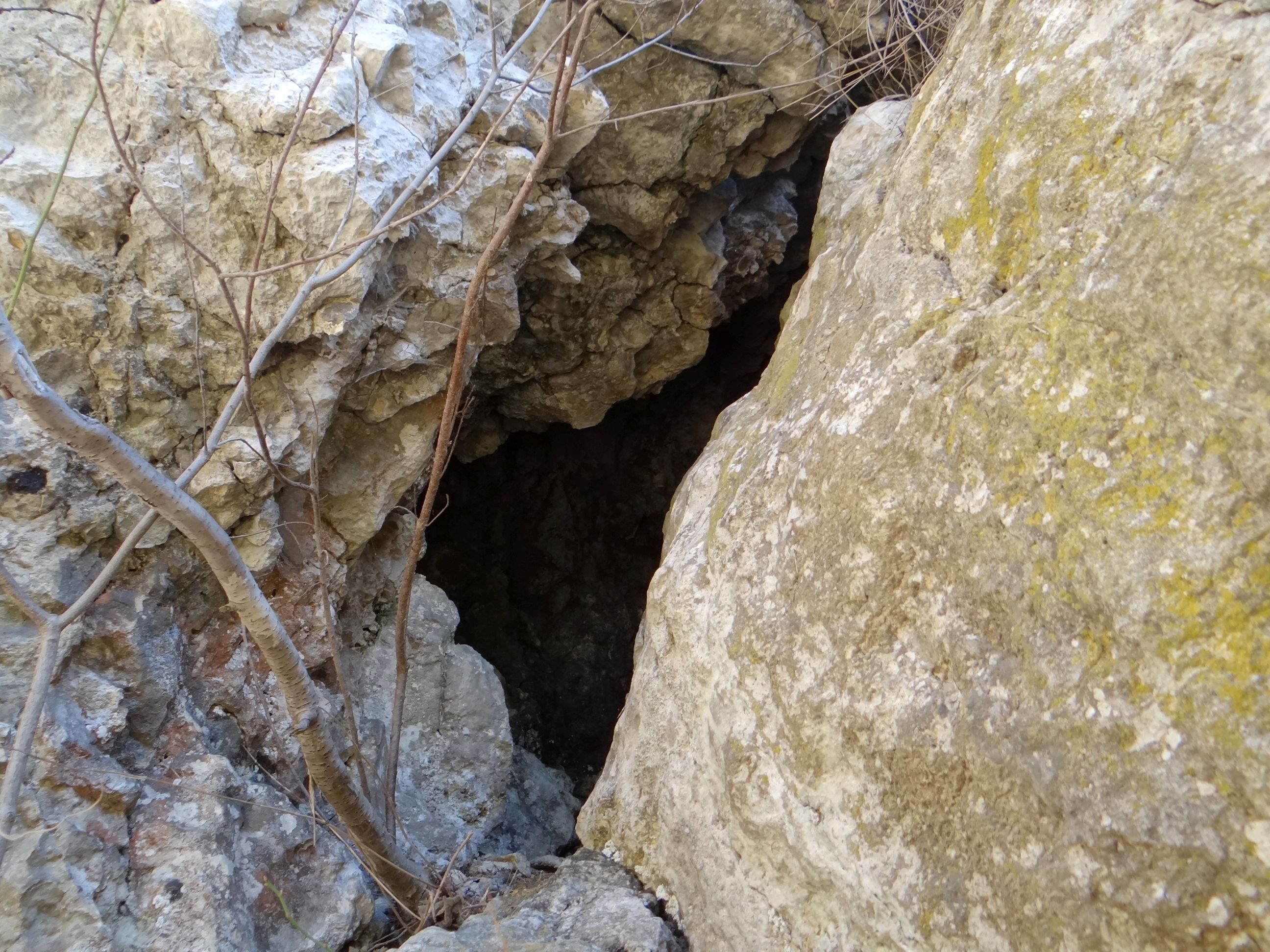
Otwór
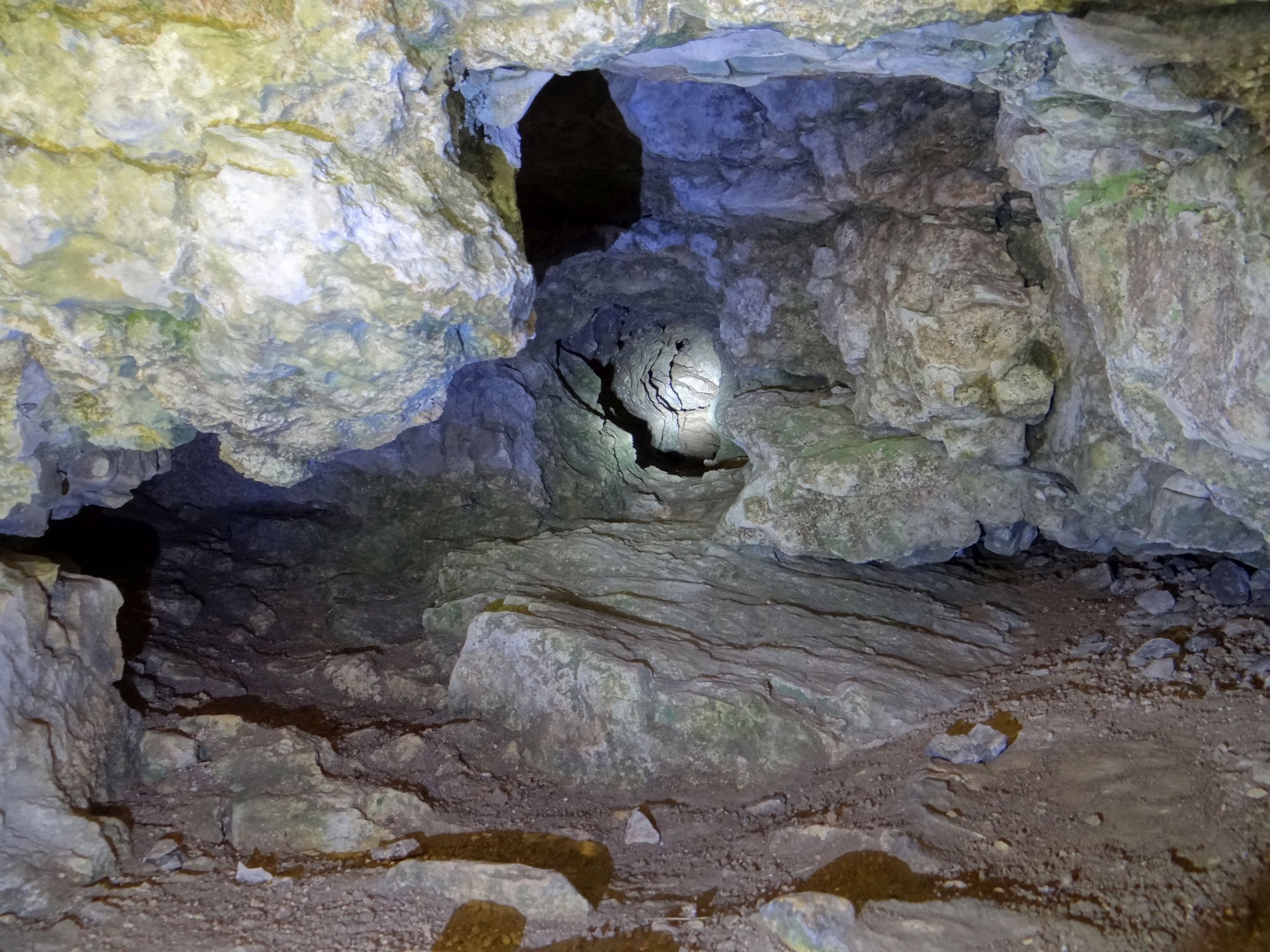
Korytarzyk